# Iga Świątek
  Iga Świątek   (pronunciació en polonès: /ˈiɡa ˈɕfʲɔntɛk/) (Varsòvia, 31 de maig de 2001) és una jugadora de tennis polonesa, actual número 1 del rànquing individual de la WTA.
En el seu palmarès hi ha 20 títols individuals del circuit WTA, entre els quals en destaquen 5 títols de Grand Slam. El seu primer títol del seu palmarès fou el Roland Garros en categoria individual quan tenia només 19 anys, i va esdevenir la primera tennista polonesa en guanyar un títol de Grand Slam individual i la més jove des de Monica Seles l'any 1992.
Va guanyar la medalla de bronze als Jocs Olímpics de París 2024 en la modalitat individual.

## Biografia
Filla de Dorota i Tomasz Świątek, que fou remer olímpic a Jocs Olímpics de Seül de 1988. Té una germana més gran anomenada Agata, que també fou tennista fins als 15 anys però que ho va deixar per lesions.

## Torneigs de Grand Slam

### Individual: 6 (6−0)
| Resultat   | Núm. | Any  | Torneig           | Oponent          | Marcador      |
| ---------- | ---- | ---- | ----------------- | ---------------- | ------------- |
| Guanyadora | 1.   | 2020 | Roland Garros     | Sofia Kenin      | 6−4, 6−1      |
| Guanyadora | 2.   | 2022 | Roland Garros (2) | Coco Gauff       | 6−1, 6−3      |
| Guanyadora | 3.   | 2022 | US Open           | Ons Jabeur       | 6−2, 7−6(5)   |
| Guanyadora | 4.   | 2023 | Roland Garros (3) | Karolína Muchová | 6−2, 5−7, 6−4 |
| Guanyadora | 5.   | 2024 | Roland Garros (4) | Jasmine Paolini  | 6−2, 6−1      |
| Guanyadora | 6.   | 2025 | Wimbledon         | Amanda Anisimova | 6−0, 6−0      |

### Dobles femenins: 1 (0−1)
| Resultat  | Núm. | Any  | Torneig       | Parella               | Oponents                              | Marcador |
| --------- | ---- | ---- | ------------- | --------------------- | ------------------------------------- | -------- |
| Finalista | 1.   | 2021 | Roland Garros | Bethanie Mattek-Sands | Barbora Krejčíková Kateřina Siniaková | 4−6, 2−6 |

## Jocs Olímpics

### Individual
| Any  | Campionat                    | Oponent                   | Resultat |
| ---- | ---------------------------- | ------------------------- | -------- |
| 2024 | Jocs Olímpics, París, França | Anna Karolína Schmiedlová | 6−2, 6−1 |

## Palmarès

### Individual: 27 (22−5)
| 2009 − 2020              | Després de 2021 |
| ------------------------ | --------------- |
| Grand Slam (6−0)         |                 |
| Jocs Olímpics Bronze (1) |                 |
| WTA Finals (0−0)         |                 |
| Premier Mandatory (0−0)  | WTA 1000 (10−2) |
| Premier 5 (0−0)          | WTA 1000 (10−2) |
| Premier (0−0)            | WTA 500 (5−2)   |
| International (0−1)      | WTA 250 (1−0)   |

| Títols per superfície |
| --------------------- |
| Dura (11−2)           |
| Gespa (1−1)           |
| Terra batuda (10−2)   |

| Resultat   | Núm. | Data                   | Torneig                      | Superfície   | Oponent            | Marcador         |
| ---------- | ---- | ---------------------- | ---------------------------- | ------------ | ------------------ | ---------------- |
| Finalista  | 1.   | 14 d'abril de 2019     | Lugano, Suïssa               | Terra batuda | Polona Hercog      | 3−6, 6−3, 3−6    |
| Guanyadora | 1.   | 11 d'octubre de 2020   | Roland Garros, França        | Terra batuda | Sofia Kenin        | 6−4, 6−1         |
| Guanyadora | 2.   | 27 de febrer de 2021   | Adelaida, Austràlia          | Dura         | Belinda Bencic     | 6−2, 6−2         |
| Guanyadora | 3.   | 16 de maig de 2021     | Roma, Itàlia                 | Terra batuda | Karolína Plísková  | 6−0, 6−0         |
| Guanyadora | 4.   | 26 de febrer de 2022   | Doha, Qatar                  | Dura         | Anett Kontaveit    | 6−2, 6−0         |
| Guanyadora | 5.   | 20 de març de 2022     | Indian Wells, Estats Units   | Dura         | Maria Sakkari      | 6−4, 6−1         |
| Guanyadora | 6.   | 3 d'abril de 2022      | Miami, Estats Units          | Dura         | Naomi Osaka        | 6−4, 6−0         |
| Guanyadora | 7.   | 24 d'abril de 2022     | Stuttgart, Alemanya          | Terra batuda | Arina Sabalenka    | 6−2, 6−2         |
| Guanyadora | 8.   | 15 de maig de 2022     | Roma (2)                     | Terra batuda | Ons Jabeur         | 6−2, 6−2         |
| Guanyadora | 9.   | 4 de juny de 2022      | Roland Garros (2)            | Terra batuda | Coco Gauff         | 6−1, 6−3         |
| Guanyadora | 10.  | 11 de setembre de 2022 | US Open, Estats Units        | Dura         | Ons Jabeur         | 6−2, 7−6(5)      |
| Finalista  | 2.   | 9 d'octubre de 2022    | Ostrava, Txèquia             | Dura (i)     | Barbora Krejčíková | 7−5, 6−7(4), 3−6 |
| Guanyadora | 11.  | 16 d'octubre de 2022   | San Diego, Estats Units      | Dura         | Donna Vekić        | 6−3, 3−6, 6−0    |
| Guanyadora | 12.  | 19 de febrer de 2023   | Doha (2)                     | Dura         | Jessica Pegula     | 6−3, 6−0         |
| Finalista  | 3.   | 25 de març de 2023     | Dubai, Emirats Àrabs Units   | Dura         | Barbora Krejčíková | 4−6, 2−6         |
| Guanyadora | 13.  | 23 d'abril de 2023     | Stuttgart (2)                | Terra batuda | Arina Sabalenka    | 6−3, 6−4         |
| Finalista  | 4.   | 6 de maig de 2023      | Madrid, Espanya              | Terra batuda | Arina Sabalenka    | 3−6, 6−3, 3−6    |
| Guanyadora | 14.  | 10 de juny de 2023     | Roland Garros (3)            | Terra batuda | Karolína Muchová   | 6−2, 5−7, 6−4    |
| Guanyadora | 15.  | 30 de juliol de 2023   | Varsòvia, Polònia            | Dura         | Laura Siegemund    | 6−0, 6−1         |
| Guanyadora | 16.  | 8 d'octubre de 2023    | Pequín, Xina                 | Dura         | Liudmila Samsonova | 6−2, 6−2         |
| Guanyadora | 17.  | 17 de febrer de 2024   | Doha (3)                     | Dura         | Ielena Ribàkina    | 7−6(8), 6−2      |
| Guanyadora | 18.  | 17 de març de 2024     | Indian Wells (2)             | Dura         | Maria Sakkari      | 6−4, 6−0         |
| Guanyadora | 19.  | 4 de maig de 2024      | Madrid                       | Terra batuda | Arina Sabalenka    | 7−5, 4−6, 7−6(7) |
| Guanyadora | 20.  | 18 de maig de 2024     | Roma (3)                     | Terra batuda | Arina Sabalenka    | 6−2, 6−3         |
| Guanyadora | 21.  | 8 de juny de 2024      | Roland Garros (4)            | Terra batuda | Jasmine Paolini    | 6−2, 6−1         |
| Guanyadora | −    | 2 d'agost de 2024      | Jocs Olímpics, París, França | Terra batuda | A.K. Schmiedlová   | 6−2, 6−1         |
| Finalista  | 5.   | 28 de juny de 2025     | Bad Homburg, Alemanya        | Gespa        | Jessica Pegula     | 4−6, 5−7         |
| Guanyadora | 22.  | 12 de juliol de 2025   | Wimbledon, Regne Unit        | Gespa        | Amanda Anisimova   | 6−0, 6−0         |

#### Períodes com a número 1
| Núm. | Predecessora    | Dates                   | Successora      | Setmanes | Acumulat |
| ---- | --------------- | ----------------------- | --------------- | -------- | -------- |
| 1.   | Ashleigh Barty  | 04/04/2022 − 10/09/2023 | Arina Sabalenka | 75       | 75       |
| 2.   | Arina Sabalenka | 06/11/2023 − 20/10/2024 | Arina Sabalenka | 50       | 125      |

### Dobles femenins: 1 (0−1)
| Llegenda         |
| ---------------- |
| Grand Slam (0−1) |
| WTA Finals (0−0) |
| WTA 1000 (0−0)   |
| WTA 500 (0−0)    |
| WTA 250 (0−0)    |

| Títols per superfície |
| --------------------- |
| Dura (0−0)            |
| Gespa (0−0)           |
| Terra batuda (0−1)    |

| Resultat  | Núm. | Data               | Torneig               | Superfície   | Parella               | Oponents                              | Marcador |
| --------- | ---- | ------------------ | --------------------- | ------------ | --------------------- | ------------------------------------- | -------- |
| Finalista | 16.  | 13 de juny de 2021 | Roland Garros, França | Terra batuda | Bethanie Mattek-Sands | Barbora Krejčíková Kateřina Siniaková | 4−6, 2−6 |

### Equips: 2 (0−2)
| Resultat  | Núm. | Data               | Torneig                       | Superfície | Equip                                                                        | Oponents                                                                                        | Marcador |
| --------- | ---- | ------------------ | ----------------------------- | ---------- | ---------------------------------------------------------------------------- | ----------------------------------------------------------------------------------------------- | -------- |
| Finalista | 1.   | 7 de gener de 2024 | United Cup, Sydney, Austràlia | Dura       | Hubert Hurkacz Katarzyna Kawa Daniel Michalski Katarzyna Piter Jan Zieliński | Angelique Kerber Tatjana Maria Maximilian Marterer Laura Siegemund Kai Wehnelt Alexander Zverev | 1−2      |
| Finalista | 2.   | 5 de gener de 2025 | United Cup (2)                | Dura       | Maja Chwalińska Hubert Hurkacz Kamil Majchrzak Alicja Rosolska Jan Zieliński | Danielle Collins Taylor Fritz Robert Galloway Coco Gauff Desirae Krawczyk Denis Kudla           | 0−2      |

## Trajectòria

### Individual
| Open d'Austràlia | A           | 2R          | 4R          | 4R    | SF | 4R | 3R | 0 / 6   | 17 – 6  |
| Roland Garros | A           | 4R          | G           | QF    | G  | G  |    | 3 / 5   | 28 – 2  |
| Wimbledon | A           | 1R          | NC          | 4R    | 3R | QF |    | 0 / 4   | 9 – 4   |
| US Open | A           | 2R          | 3R          | 4R    | G  | 4R |    | 1 / 5   | 16 – 4  |
| Jocs Olímpics | No celebrat | No celebrat | No celebrat | 2R    | NC | NC |    | 0 / 1   | 1 – 1   |
| WTA Finals | A           | A           | NC          | RR    | SF | G  |    | 1 / 3   | 9 – 3   |
| Total Victòries−Derrotes | 0–0         | 14–12       | 14–5        | 36–15 |    |    |    | 72 – 34 | 72 – 34 |
| Rànquing a final d'any | 175         | 61          | 17          | 9     | 1  |    |    |         |         |
| Llegenda: G: Guanyadora; F: Finalista; SF: Semifinalista; QF: Quarts de final; Q: Qualificació; A: Absent; RR: Round Robin; |             |             |             |       |    |    |    |         |         |

### Dobles femenins
| Open d'Austràlia | A   | A   | A | 0 / 0  | 0 – 0  |
| Roland Garros | A   | SF  | F | 0 / 2  | 9 – 2  |
| Wimbledon | A   | NC  |   | 0 / 0  | 0 – 0  |
| US Open | 2R  | A   |   | 0 / 1  | 1 – 1  |
| Total Victòries−Derrotes | 2–2 | 7–2 |   | 18 – 7 | 18 – 7 |
| Rànquing a final d'any | 453 | 75  |   |        |        |
| Llegenda: G: Guanyadora; F: Finalista; SF: Semifinalista; QF: Quarts de final; Q: Qualificació; A: Absent; RR: Round Robin; |     |     |   |        |        |

## Guardons
- WTA Player of the Year (2): 2022, 2023[4][5]
- ITF World Champions (2): 2022, 2024[6]
- WTA Most Improved Player (2020)
- WTA Fan Favorite Singles Player of the Year (2020)